# Росс (Північна Дакота)
Росс (англ. Ross) — місто (англ. city) в США, в окрузі Маунтрейл штату Північна Дакота. Населення — 95 осіб (2020).

## Географія
Росс розташований за координатами 48°18′46″ пн. ш. 102°32′37″ зх. д. / 48.31278° пн. ш. 102.54361° зх. д. (48.312860, -102.543632).  За даними Бюро перепису населення США в 2010 році місто мало площу 0,74 км², уся площа — суходіл.

## Демографія
Згідно з переписом 2010 року, у місті мешкало 97 осіб у 46 домогосподарствах у складі 23 родин. Густота населення становила 132 особи/км².  Було 54 помешкання (73/км²).
Расовий склад населення:
| - 94,8 % — білих - 4,1 % — корінних американців |

До двох чи більше рас належало 1,0 %. Частка іспаномовних становила 2,1 % від усіх жителів.
За віковим діапазоном населення розподілялося таким чином: 15,5 % — особи молодші 18 років, 78,3 % — особи у віці 18—64 років, 6,2 % — особи у віці 65 років та старші. Медіана віку мешканця становила 36,5 року. На 100 осіб жіночої статі у місті припадало 148,7 чоловіків;  на 100 жінок у віці від 18 років та старших — 141,2 чоловіків також старших 18 років.
За межею бідності перебувало 56,8 % осіб, у тому числі 100,0 % дітей у віці до 18 років та 33,3 % осіб у віці 65 років та старших.
Цивільне працевлаштоване населення становило 47 осіб. Основні галузі зайнятості: сільське господарство, лісництво, риболовля — 48,9 %, науковці, спеціалісти, менеджери — 21,3 %, мистецтво, розваги та відпочинок — 14,9 %, транспорт — 10,6 %.